# T-Five
T-Five – indonezyjski zespół muzyczny z Bandungu, wykonujący muzykę inspirowaną gatunkami takimi jak pop, R&B i hip hop. Został założony w 1999 roku.
Swój debiutancki album studyjny pt. T-Five wydali w 2002 roku. Na swoim koncie mają szereg nagród, m.in. AMI (Anugerah Musik Indonesia) za utwór „Kau” i album T-Five oraz nagrodę MTV Indonesia (2002) w kategorii Most Favourite New Artist.
W skład formacji wchodzą: Gordon Abraham Latupirissa – wokal, Paul Arnold Latumahina – wokal, Yerry Meirian Kadam – wokal, Cristian Marcus Nino – wokal, Tabris Muhajier Effendy (Ajier) – gitara, Hans Boyke Marsianno (Bheben) – gitara basowa. Yerry i Bheben powrócili do zespołu po wcześniejszym odejściu. Do dawnych członków grupy należą: Aswin Anshari – syntezator, keyboard; Utomo Haridwinanto (Tomtom) – perkusja; Rizal Ahmad – gitara.
Wypromowali przeboje radiowe „Jangan Pernah” i „mIRC (Malam Ini si Ramli Chatting)”. Ten drugi utwór powstał na kanwie popularności sieci IRC i programu mIRC.

## Dyskografia
Źródło:
Albumy studyjne
- 2002: T-Five
- 2003: Bebas
- 2005: Back To Back
- 2009: The Legacy